# هره‌دشت
هره‌دشت، روستایی از توابع بخش کرگان‌رود شهرستان طوالش در استان گیلان ایران است.

## جمعیت
این روستا در شهر لیسار قرار دارد و براساس سرشماری مرکز آمار ایران در سال ۱۳۸۵، جمعیت آن ۱٬۴۹۵ نفر (۳۷۵خانوار) بوده‌است.زبان مردم هره‌دشت تالشی است.